# Мухаммад Казим Али Хан
 Наваб Сайид Мухаммад Казим Али Хан Бахадур (род. 16 октября 1960) — индийский политик, член 16-го Законодательного собрания штата Уттар-Прадеш, Индия . Мухаммад Казим Али был членом MLA в собрании штата Свар Танда, штат Уттар-Прадеш; в 2003 году он недолго был государственным министром по делам благосостояния меньшинств и дела хаджа. С 2003 года он является председателем Корпорации развития туризма штата Уттар-Прадеш.
Мухаммад Казим Али Хан представляет избирательный округ Суар в штате Уттар-Прадеш и является членом политической партии БСП. Хан был членом парламента четыре срока подряд.

## Личная жизнь
Наваб Казим Али Хан родился в княжеской семье Рампура в округе Рампур. Второй сын Зульфикара Али Хана (1933—1992), титулярного наваба Рампура (1982—1992), и Навабы Мехтаб Дулханом уз-Замани Рошан Ара Нур Бано Бегум Сахибы.
Он учился в архитектурном колледже Чандигарха и получил степень бакалавра архитектуры. Затем он перешел в Колумбийский университет и получил степень магистра архитектуры и дизайна. Хан также был награжден орденом Грифона (Мекленбург).
28 декабря 1987 года в Бангалоре Мухаммад Казим Али Хан (на тот момент наследник престола, или Навабзада) женился на Наваб Фирде уз-Замани Ясин Султан Джахан Бегум Сахиба (род. 27 марта 1968), младшей дочери Мехербан Наваб Абдул Рашид Хан Сахиб Бахадур, наваба Саванура. У пары есть двое сыновей:
- Сайид Навабзада Али Мохаммад Хан Вали Ахад Бахадур (псевдоним Кайваан Миан), наследник титула (род. 16 февраля 1989)
- Сайид Навабзада Хайдер Али Хан Бахадур (псевдоним Хамза Миан) (род. 19 марта 1990).

## Политическая карьера
Наваб Казим Али Хан был членом парламента пять сроков подряд. Он представлял избирательный округ Суар. Он дважды был министром в правительстве Самаджвади, а также в правительстве партии Бахуджан Самадж. Во время своего первого срока он представлял избирательный округ ассамблеи в Биласпуре (ныне несуществующий). 14 июня 2016 года он был исключен из INCза перекрестное голосование на выборах в Раджья Сабха.
Он был депутатом Законодательного собрания штата Уттар-Прадеш в 1996—2002, 2002—2007, 2007—2012, 2012—2017 годах.

## Титулы
- 1960—1992: Навабзада Сайид Мухаммад Казим Али Хан, Вали Ахад Бахадур
- 1992 — настоящее время: Его Высочество Али Джа, Фарзанд-и-Дилпазир-и-Даулат-и-Инглишия, Мухлис уд-Даула, Насир уль-Мульк, Амир уль-Умара, наваб Сайид Мухаммад Казим Али Хан Бахадур, Мустаид Джанг, наваб Рампура.